# Ширинбеков Олег Хакімбекович
Оле́г Хакімбе́кович Ширинбе́ков (11 вересня 1963, Шахрінав, Таджицька РСР, СРСР) — радянський, російський і таджицький футболіст, півзахисник, захисник. Майстер спорту СРСР (1987).

## Біографія
Найбільш відомий за виступами за московське «Торпедо», у складі якого в чемпіонатах СРСР і Росії провів 158 матчів та забив 13 голів. У 1988 став бронзовим призером чемпіонату, в 1988, 1989 і 1991 — фіналістом Кубка СРСР. Увійшов до списку 33 найкращих футболістів сезону в СРСР під другим номером у 1988 році.
У листопаді 1988 року провів 3 матчі у складі збірної СРСР. У 1997 році зіграв одну зустріч за збірну Таджикистану.
Як футболіст відрізнявся жорсткістю та непоступливістю в єдиноборствах, сильним ударом з далеких дистанцій.
У 2001—2002 працював тренером у «Торпедо»-ЗіЛ, у 2003 — у «Сатурні-REN TV» Раменське.

### Матчі за збірну СРСР
| №  | Дата              | Місто              | Суперник | Рахунок | Турнір           |
| -- | ----------------- | ------------------ | -------- | ------- | ---------------- |
| 1. | 21 листопада 1988 | Дамаск, Сирія      | Сирія    | 2:0     | Товариський матч |
| 2. | 23 листопада 1988 | Ель-Кувейт, Кувейт | Кувейт   | 1:0     | Товариський матч |
| 3. | 27 листопада 1988 | Ель-Кувейт, Кувейт | Кувейт   | 2:0     | Товариський матч |

### Матч за збірну Таджикистану
| №  | Дата           | Місто                | Суперник         | Рахунок | Турнір           |
| -- | -------------- | -------------------- | ---------------- | ------- | ---------------- |
| 1. | 24 серпня 1997 | Тегу, Південна Корея | Республіка Корея | 1:4     | Товариський матч |